# Rite maronite
Le rite maronite est le rite liturgique employé par l'Église maronite.

## Historique
Le rite maronite est à l'origine le rite de l'Église d'Antioche. Il a subi une forte latinisation au cours du temps.

## Caractéristiques

### Langues liturgiques
Les langues liturgiques sont le syriaque et l'arabe.

## Clergé
Contrairement à l'Église catholique latine, l'Église maronite tolère l'ordination d'hommes mariés, à l'instar des Églises orthodoxes. 
Les prêtres maronites mariés demeurent des prêtres diocésains. Ils ne seront jamais consacrés évêques et n'auront plus le droit de se remarier en cas de décès de leur épouse.
Cette tradition est due à l'origine « orientale » de l'Église maronite. Toutefois, le Patriarche Emeritus Nasrallah Pierre Sfeir ajouta que le célibat est le joyau le plus précieux de l'Église catholique et que les prêtres mariés vivent des difficultés non négligeables.